# Love of My Life
"Love of My Life" (Español: "Amor de mi vida") es una canción de la banda de rock británica Queen de su álbum de 1975 A Night at the Opera. Una balada sentimental que incluye un arpa, fue escrita por Freddie Mercury.
Después de que Queen interpretó la canción en Sudamérica en 1981, la versión de su álbum en vivo Live Killers alcanzó el número 1 en la lista de sencillos en Argentina y Brasil, y se mantuvo en las listas de ambos países durante todo un año.
Mercury la escribió primero en el piano y la guitarra, y Brian May rearregló la canción para guitarra acústica de 12 cuerdas para presentaciones en vivo, y también bajó la tonalidad. May contribuyó ocasionalmente con fraseos de guitarra a la grabación original y tocó los glissandos de arpa pegando varias tomas de acordes individuales.

## Trasfondo
Queen pasó un mes durante el verano de 1975 ensayando en un granero que se convertiría en Ridge Farm Studio en Surrey. Luego, el grupo tuvo una sesión de escritura y ensayo de tres semanas en julio en una casa alquilada cerca de Kington, Herefordshire, antes de que comenzara la grabación. De agosto a septiembre de 1975 comenzaron a grabar la canción en Rockfield Studios en Monmouthshire.

## En directo
A pesar de ser publicada en 1975, la canción fue introducida en directo durante la gira News of the World Tour en 1977 y se tocó hasta el Magic Tour de 1986. «Love of My Life» fue una de los favoritas de los conciertos donde Mercury dejaría de cantar y dirigiría a la audiencia mientras tomaban el mando. Fue especialmente bien recibida durante los conciertos en Sudamérica y, como resultado, la banda lanzó la versión de la canción de Live Killers como un sencillo allí. 
Una canción especial se robó el show: «Love of My Life». Los fans se sabían la canción de memoria. Su inglés era perfecto. La multitud se transformó repentinamente en un mar de llamas oscilantes mientras miles sacaban sus encendedores. 

Lesley-Ann Jones sobre las multitudes en Sudamérica respondiendo a Mercury cantando «Love of My Life». 
Una interpretación en vivo de la canción aparece en Queen At Wembley de 1986, donde nuevamente Mercury dirige a la audiencia mientras cantan la canción. Después de la muerte de Mercury, Brian May le ha dedicado con frecuencia la canción en sus propias presentaciones en vivo. Una excepción notable es el espectáculo de Sheffield que produjo el CD y DVD Return of the Champions. En ese programa, May anunció que la madre de Mercury estaba en el programa y, en su lugar, le dedicó la canción. En la gira Queen + Paul Rodgers, May cantaba algunas líneas de la canción y luego dejaba que la audiencia se hiciera cargo de cada verso, como lo hizo Mercury. Cuando tocó en el SECC de Glasgow en la gira Cosmos Rocks de 2008, May dedicó la canción a su propia madre, que había fallecido recientemente.
Durante el Rock in Rio 6 en 2015, Queen + Adam Lambert fue uno de los artistas que celebraron el 30 aniversario del festival. "Love of My Life" tenía a May cantando algunas líneas y material de archivo de Mercury interpretando la canción durante el concierto inaugural de Wembley en 1986.

## Lanzamiento de sencillo en vivo de 1979
La versión acústica de la canción que aparece en el álbum de 1979 de la banda Live Killers fue grabada en su concierto en el  Festhalle Frankfurt el 2 de febrero de ese año. Se lanzó una versión abreviada como sencillo en el Reino Unido y otros territorios, que no incluía las intros y outros habladas del álbum. Las notas para el lanzamiento del DVD Greatest Video Hits 1 afirman que, aunque el audio en vivo es de Frankfurt, el video musical que lo acompaña consistía en imágenes de un concierto de Tokio de 1979. De hecho, el metraje fue filmado antes de uno de los tres conciertos de Tokio que la banda tocó entre el 23 y el 25 de abril. Se entrelazan algunos fragmentos de imágenes de dos conciertos en París de principios de año. Después de interpretar la canción en Sudamérica en 1981, fue esta versión la que alcanzó el número 1 en la lista de sencillos en Argentina y Brasil, y se mantuvo en las listas. en ambas naciones durante todo un año. 

## Otras versiones
Numerosos artistas han lanzado una versión comercial de «Love of My Life», incluyendo a Declan Galbraith, Scorpions, Michael Burgess, Extreme, Rose Marie, Elaine Paige, Mark Slaughter, Paulo Ricardo, Norma Waterson, la banda rumana Iris, el cuarteto vocal checo 4TET y el grupo argentino Opera Prima Rock.